# Réda Dalil
Pour les articles homonymes, voir Dalil.
Réda Dalil, né le 3 mai 1978 à Casablanca et mort le 19 mars 2024 à Rabat est un journaliste et écrivain marocain,,, notamment auteur du roman Le Job.

## Biographie
Né à Casablanca le 3 mai 1978, Réda Dalil est titulaire d'un baccalauréat en administration des affaires de l'Université Al Akhawayn et devient directeur de la publication de l'hebdomadaire Le Temps.
En 2014, alors qu'il est le directeur de la publication du magazine hebdomadaire Le Temps, Réda Dalil publie son premier roman, Le Job. La même année, en septembre, son livre est couronné par le prix littéraire de La Mamounia,, récompensant le meilleur roman francophone de l'année ; et en décembre, obtient le prix Gros Sel du public (Belgique). Il est également finaliste du prix de la littérature arabe.
En 2015, l'ouvrage collectif auquel il a participé, Auteurs à 100 %, qui consiste en un recueil de nouvelles créé à la suite de son échange avec Philippe Broc, fondateur de la maison Éditeurs de talents, est publié : l'ensemble des bénéfices est destiné « à l’association Enfance Maghreb Avenir (EMA) qui œuvre à l'amélioration de la scolarisation et au droit à l'éducation » ; les autres auteurs sont Moha Souag, Imane Naciri, Maï-do Hamisultane, Abdellah Baida, Najat Dialmy, Guillaume Jobin, Lounja Charif, Youssef Wahboun, Lamia Berrada-Berca, Mokhtar Chaoui, Zineb Satori, Hicham Tahir, Jean Zaganiaris, Elmehdi Elkourti, Ghizlane Tazi et Rachid Khaless. Il est mort le 19 mars 2024 à Rabat. Il avait lutté contre une longue maladie en 2020. Il s'était rétabli avant de connaître une rechute et avait subi une intervention chirurgicale.